# 马加什·奥古斯陶
马加什·奥古斯陶（匈牙利語：Mátyás Auguszta，1968年1月17日—），匈牙利前女子手球运动员。她曾代表匈牙利国家队参加1996年夏季奥林匹克运动会手球比赛，获得一枚铜牌。